# Post Master
Post Master est un jeu vidéo de simulation économique développé par Merge Games et édité par Excalibur Publishing, sorti en 2014 sur Windows et Mac OS.
Le joueur y contrôle une entreprise de distribution postale.

## Accueil
- Canard PC : 4/10[1]
- Game Side Story : « Une vraie curiosité pour les amateurs du genre »[2]
- XGN : 3/10[3]